# سعيد سرحان
سعيد سرحان (15 ديسمبر 1979-) ممثل  لبناني وكاتب ومقدم برامج تلفزيونية. قام بالأداء في الأفلام والمسلسلات التلفزيونية والمسرحيات في لبنان والخارج، وكان مقدم برنامج الدرب التلفزيوني على قناة الجزيرة للأطفال.

## حياته
والده غسان سرحان أحد المقاومين ضد الإحتلال الإسرائيلي استشهد ونشأ مع والدته وشقيقه علي
بدأ التمثيل في اسكتشات مسرحية في سن السادسة، دخل الجامعة اللبنانية الأمريكية لدراسة الهندسة الميكانيكية وبقي لمدة عام وانتقل بعدها للدراسة في كلية الفنون في الجامعة اللبنانية و تخرّج منها حاملاً شهادة «الدراسات العليا في المسرح» 

### حياته الأسرية
تزوج من زميلته زينة صعب دميلروس عام 2004.

## مشواره المهني
وقف على خشبة المسرح للمرة الأولى كمحترف في السنة الثانية الجامعية عندما مثّل في إحدى المسرحيات التي عرضت ضمن فعاليات بيروت عاصمة ثقافية للعالم العربي عام 2000. من خلال هذه المسرحية، تعرف إلى المخرج عصام بو خالد وشاركه في معظم أعماله عام 2005 انتقل للعمل في قناة الجزيرة للأطفال انتقاله إلى قطر جاء بعد قرار اتخذه بترك العمل في تلفزيون المستقبل بعد اغتيال الرئيس رفيق الحريري واستمر بعمله فيها لمدة ست سنوات.
لمع اسمه في برنامج «الدرب» حيث تولى فقرات الربط. وقد حلّ في المرتبة الأولى بين برامج الأطفال في العالم العربي كما قدم برنامج الألعاب «برج الجرس» عام 2011 ترك سعيد العمل في قناة الجزيرة، وعاد إلى لبنان، حيث أطلق بالشراكة مع المخرج إيلي متري مشروعاً بعنوان stand up comedy club في شارع مونو وبعد بعد فض شراكته مع إيلي متري، اتّجه إلى تأسيس شركة إنتاج خاصة به ثم إلى «شركة مركز بيروت الدولي للإنتاج»، الجهة المنتجة لبرامج قناة المنار وشارك في عدة أعمال ،شهرته جاءت بعد مشاركته بمسلسل الهيبة الحصاد بشخصية «علي شيخ الجبل»

## أعماله

### في التلفزيون
| سنة الإنتاج | اسم المسلسل   | الشخصية                     |
| ----------- | ------------- | --------------------------- |
| (2025)      | بالدم         | (دكتور آدم)                 |
| (2024)      | البيت الملعون | (المحقق)                    |
| (2024)      | الدار         |                             |
| (2023)      | الغريب        | (رامي)                      |
| 2023        | تغيير جو      | (وسام)                      |
| 2023        | وأخيراً        | (رضوان)                     |
| 2021        | بارانويا      | (رواد)                      |
| 2021        | الهيبة جبل    | (علي شيخ الجبل)             |
| 2021        | دور العمر     | ضيف شرف في الحلقة 6 (ايهاب) |
| 2021        | باب الجحيم    | (الصولد)                    |
| 2020        | الهيبة الرد   | (علي شيخ الجبل)             |
| 2019        | الهيبة الحصاد | (علي شيخ الجبل)             |
| 2016        | قيامة البنادق | (مالك)                      |
| 2016        | درب الياسمين  | (حمزة)                      |
| 2017        | بلاد العز     | (رزوق)                      |

### في السينما
| سنة الإنتاج | الفيلم        | الشخصية         |
| ----------- | ------------- | --------------- |
| 2019        | 1982          |                 |
| 2017        | محبس          | (مروان)         |
| 2017        | من السماء     | (رامي)          |
| 2004        | فلافل         |                 |
| 2022        | الهيبة الفيلم | (علي شيخ الجبل) |

### البرامج التي قدمها
| سنة الإنتاج | اسم البرنامج | عرض على              |
| ----------- | ------------ | -------------------- |
| 2008        | الدرب        | قناة الجزيرة للأطفال |
| 2010        | برج الجرس    | قناة الجزيرة للأطفال |

## الجوائز
- لبنان:جائزة عن دوره في فيلم روائي قصير  بعنوان «يوم وفاة محمود درويش».

## روابط خارجية
- سعيد سرحان على موقع IMDb (الإنجليزية)
- سعيد سرحان على موقع قاعدة بيانات الأفلام العربية
- سعيد سرحان على موقع قاعدة بيانات الفيلم (الإنجليزية)
- الموقع الرسمي
- سعيد سرحان في قاعدة بيانات الأفلام على الإنترنت